# سوده‌تابی

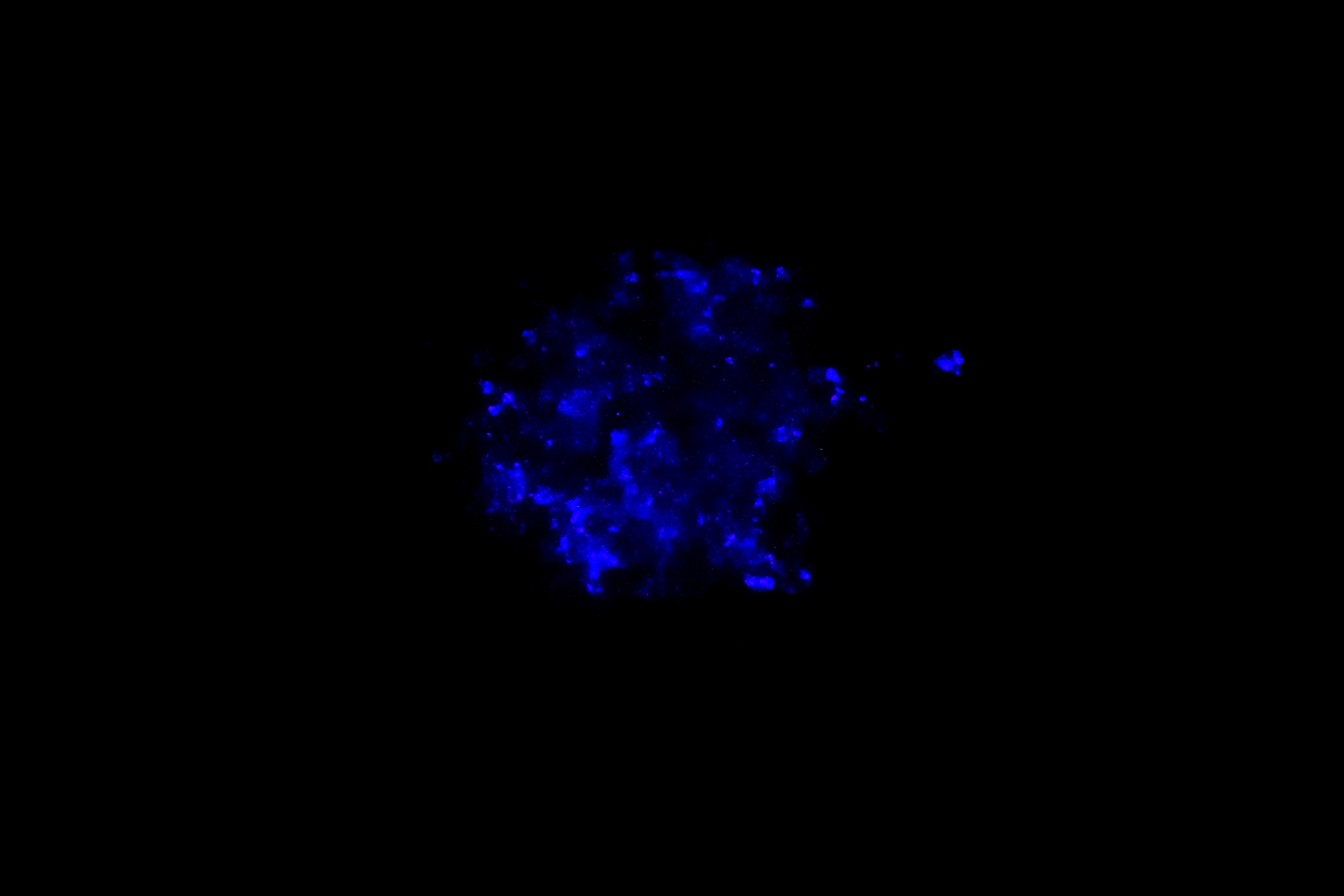
سوده‌تابی نیکوتین ال-سالسیلات

سوده‌تابی (انگلیسی: Triboluminescence) یک پدیدهٔ نوری است که در آن بر اثر شکسته شدن پیوند شیمیایی که ناشی از سایش، کشش، پارگی، شکستن یا خرد شدن یک ماده باشد، نور تولید شود. این پدیده هنوز به‌طور کامل درک نشده‌است، اما ممکن است دلیل آن، جدا شدن و بازیگانگی بارهای الکتریکی باشد. این اصطلاح از واژه یونانی tribo به معنای سودن (سوده‌شناسی را ببینید) و lumen به معنای نور است. سوده‌تابی را می‌توان در هنگام شکستن بلورهای شکر و همچنین بریدن نوار چسب مشاهده نمود.